# Megastethodon m-nigrum
Megastethodon m-nigrum is een halfvleugelig insect uit de familie schuimcicaden (Cercopidae). De wetenschappelijke naam van deze soort is voor het eerst geldig gepubliceerd in 1957 door Blöte.